# David Farrell (Politikwissenschaftler)
David M. Farrell (* 3. Dezember 1960 in Dublin) ist ein irischer Politikwissenschaftler und seit 2009 Hochschullehrer am University College Dublin, wo er die School of Politics and International Relations leitet. 

## Leben
Farrell ist der Sohn des bekannten Rundfunkjournalisten Brian Farrell (1929–2014) und von Marie-Thérèse Dillon aus einer irischen Politikerfamilie (Onkel James Dillon). Er studierte zunächst in Dublin und promovierte am Europäischen Hochschulinstitut in Florenz. Farell begann seine Laufbahn an der University of Manchester, wo er 2006 bis 2009 die Schule der Sozialwissenschaften leitete. Seine Gebiete sind Wahlsysteme, Wahlen und Parteien. Er ist der Vorsitzende der Political Studies Association of Ireland und aktueller Vorstand des European Consortium for Political Research in Colchester. Er ist Mitglied der Royal Irish Academy. Für das Irish Citizens' Assembly Project erhielt er 2019 die Brown Democracy Medal der Penn State University. Er war Gastfellow an mehreren Universitäten weltweit. 2025 wurde Farrell Mitglied der Academia Europaea.

## Schriften
- Political Parties and Democratic Linkage: How Parties Organize Democracy (Oxford UP 2011), ausgezeichnet mit dem GESIS Klingemann-Preis des Comparative Study of Electoral Systems (CSES), ISBN  978-0199599356
- Electoral Systems: A Comparative Introduction  (2. Aufl. 2011), ISBN  978-1403912312